# Speelgoedmuseum

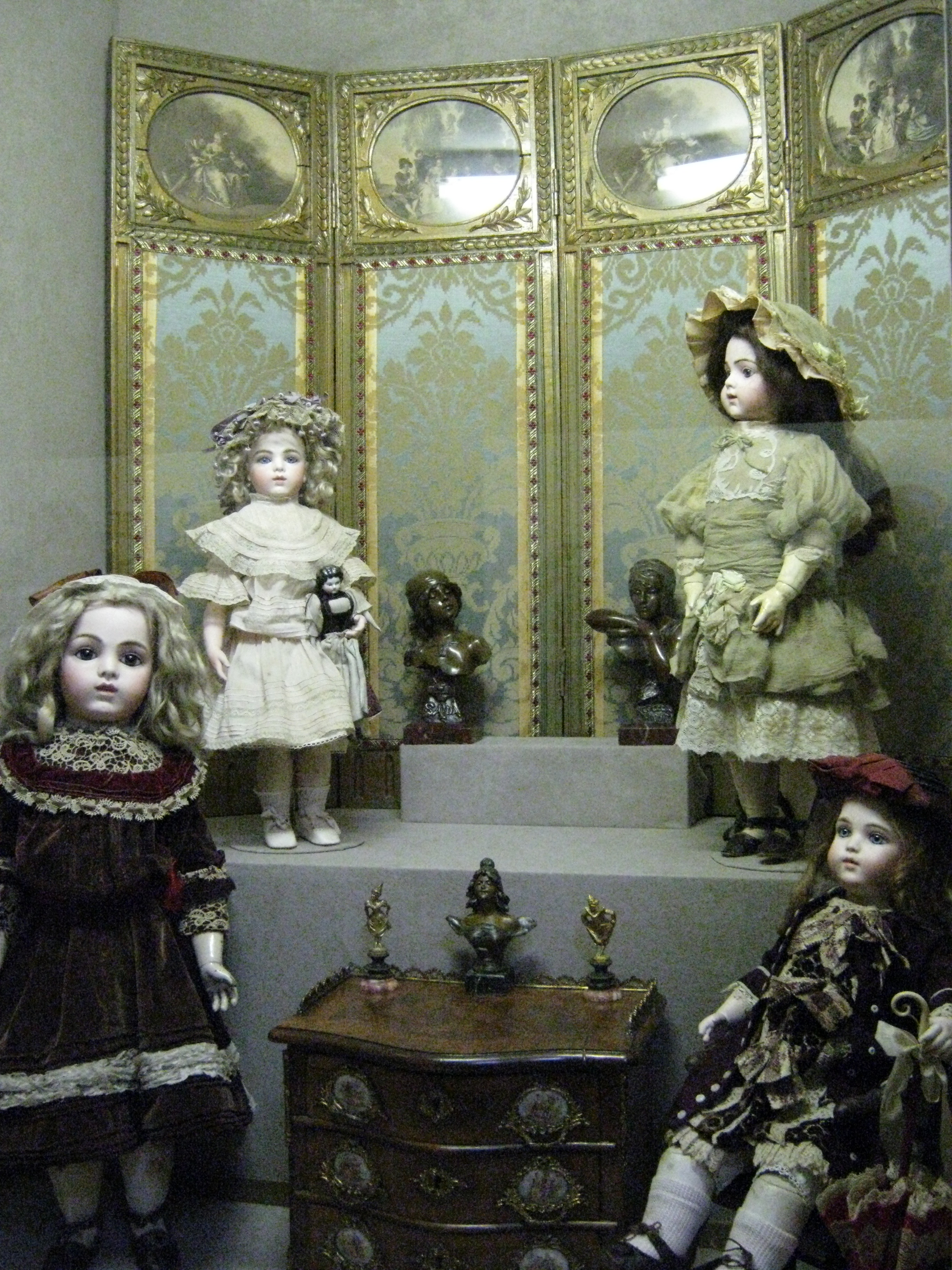
Poppen in het John Selbach Museum

Een speelgoedmuseum laat het publiek een blik werpen op de geschiedenis van speelgoed.

## Speelgoedmusea in Nederland
- Brummen: Speelgoedmuseum Toy Gallery (voorheen Speelgoedmuseum Barneveld)
- Deventer: Speelgoedmuseum Deventer
- Den Helder: voormalig Käthe Kruse Poppen en speelgoedmuseum
- Dieren : voormalig TV Toys Museum
- Doesburg: Openbaar Vervoer & Speelgoed Museum
- Echtenerbrug: Speelgoedmuseum De Boerepleats

- Hoorn: voormalig Speelgoedmuseum De Kijkdoos
- Oosterhout: Speelgoedmuseum ‘op Stelten’
- Roden: Speelgoedmuseum Kinderwereld Roden
- Terschuur: Oude Ambachten & Speelgoed Museum
- Tilburg: Poppen en Speelgoed Museum Tilburg

## Speelgoedmusea in België
- Brussel: Speelgoedmuseum
- Ferrières: Musée du Jouet

- Maaseik: John Selbach Museum
- Mechelen: Speelgoedmuseum Mechelen